# Soedanese dinar

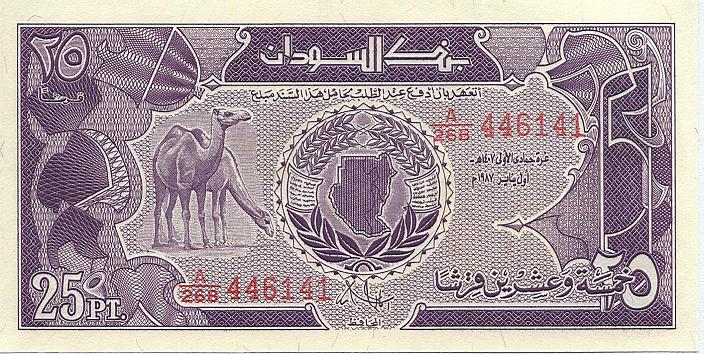
Biljet van 25 piaster (1987)

De dinar (sD) was tussen 1992 en 2007 de officiële munteenheid van Soedan. Eén dinar was honderd piaster, die vanwege de inflatie niet meer gebruikt werd.

## Munten en biljetten
De volgende munten werden gebruikt: 1, 2, 5, 10, 20, 50 en 100 dinar. Het papiergeld was beschikbaar in 5, 10, 25 (deze werden alle ingenomen en vervangen door munten), 50, 100, 200, 500, 1000 en 2000 dinar.

## Voorganger en opvolger
Voor 1992 was de munteenheid van Soedan het pond. Op 9 en 10 januari 2007 kwam er opnieuw een pond in omloop met een wisselkoers van 1 pond tegen 100 dinar. Vanaf 1 juli 2007 was het nieuwe pond nog het enige wettelijke betaalmiddel in Soedan.